# Детерминизам
Детерминизам (лат. determinatus, значи одређен, ограничен) је филозофско учење по којем је све што постоји повезано каузалним, узрочно-последичним везама, материјалне или нематеријалне природе. Према овој доктрини, нема случајности, произвољности, нити слободног чина у универзуму, већ је све унапред одређено претходном историјом збивања. Детерминистичке теорије кроз историју филозофије произашле су из различитих и понекад преклапајућих мотива и разматрања. Супротност детерминизму је нека врста индетерминизма (који се иначе назива недетерминизам) или случајност. Детерминизам се често супротставља слободној вољи, иако неки филозофи тврде да су они компатибилни.
Уопштено, детерминизам је схватање о укупној одређености свих појава, свега догађања. У природнима наукама детерминизам је претпоставка опште узрочне везе свих збивања у свету. У етици детерминизам је правац који заступа апсолутно одређење воље и деловања спољашњим и унутрашњим узроцима или мотивима, којима се искључује свака могућност слободне воље.
Врсте детерминизма су:
- емпиријски детерминизам који заговара зависност хтења појединца о унутрашњем искуству и мотивацијама;
- метафизички детерминизам који сврстава та хтења у каузалну (узрочну) повезаност са целином света;
- теолошки детерминизам који тврди да хтење овиси о божијој вољи;
- социјални детерминизам који каже да је однос индивидуе и друштва условљен општим друштвеним односима и закономерностима, васпитањем, образовањем, средином у којој индивидуа живи, итд);
- телеолошки детерминизам који раздваја и одређује условљеност по сврхама, циљевима, нормама и принципима хтења;
- механички детерминизам проматра и схвата хтење и деловање као производ спољашњих фактора и надражаја, и
- психолошки детерминизам који хтење и деловање појединца тумачи као непосредни резултат унутрашњих, такозваних психичких диспозиција човековог „ја”, карактера, унутрашњег устројства, личности и др., тзв. аутодетерминизам.

Детерминизам не треба мешати са самоодређивањем људских поступака по разлозима, мотивима и жељама. Детерминизам се односи на интеракције које утичу на наше когнитивне процесе у нашем животу. Ради се о узроку и резултату онога што особа уради у свом животу. Узрок и резултат увек су повезани у нашим когнитивним процесима. Претпоставља се да ако посматрач има довољно информација о објекту или људском бићу, да би такав посматрач могао да предвиди сваки следећи покрет тог објекта или људског бића. Детерминизам ретко захтева да савршено предвиђање буде практично могуће.

## Варијетети
„Детерминизам” се обично може односити на било које од следећих гледишта.

### Узрочни
Узрочни детерминизам, понекад синониман са историјски детерминизам (неки вид зависности пута), је „идеја да је сваки догађај предусловљен претходним догађајима и условима заједно са законима природе.“ Међутим, то је довољно широк појам да се сматра да: 
... нечије промишљање, избори и радње често ће бити неопходне карике у узрочном ланцу који доноси нешто. Другим речима, иако су наша промишљања, избори и радње сами по себи одређени као и све остало, према узрочном детерминизму још увек је случај да појава или постојање још неких ствари зависе од нашег размишљања, избора и деловања на одређени начин.
 Узрочни детерминизам сугерише да постоји непрекидни ланац претходних појава који се протеже све до постанка универзума. Однос између догађаја можда није прецизиран, нити порекло тог универзума. Узрочни детерминисти верују да у свемиру не постоји ништа што није узроковано или [Causa sui[|самоузроковано]].
Узрочни детерминизам се такође генерално сматрао идејом да је све што се дешава или постоји узроковано претходним условима. У случају номолошког детерминизма, ови услови се такође сматрају догађајима, што имплицира да је будућност у потпуности одређена претходним догађајима - комбинацијом претходних стања универзума и закона природе. Ипак, они се такође могу сматрати метафизичким пореклом (као у случају теолошког детерминизма).

#### Номолошки
Номолошки детерминизам, генерално синоним са физичким детерминизмом (његова супротност је физички индетерминизам), најчешћи је облик узрочног детерминизма, идеја је да прошлост и садашњост у потпуности и нужно диктирају будућност по крутим природним законима, да свака појава неизбежно произлази из претходни догађаји. Номолошки детерминизам понекад се илуструје мисаоним експериментом Лапласовог демона. Номолошки детерминизам се понекад назива и научним детерминизмом, иако је то погрешан назив.

### Предетерминизам
Предетерминизам је идеја да су сви догађаји унапред одређени. Концепт се често аргументира позивањем на узрочни детерминизам, имплицирајући да постоји непрекинут ланац претходних појава који се протеже до постанка свемира. У случају предодређености, овај ланац догађаја је унапред успостављен, а људски поступци не могу да ометају исходе овог унапред утврђеног ланца.
Предетерминизам се може користити за означавање таквог већ утврђеног узрочно-последичног детерминизма, у ком случају се категорише као специфична врста детерминизма. Такође се може користити наизменично са узрочним детерминизмом - у контексту његове способности да одређује будуће догађаје. Упркос томе, предетерминизам се често сматра независним од узрочног детерминизма.

#### Биолошки
Термин предетерминизам се такође често користи у контексту биологије и наследства, у ком случају представља облик биолошког детерминизма, који се понекад назива и генетски детерминизам. Биолошки детерминизам је идеја да је свако људско понашање, веровање и жеља фиксирано људском генетском природом.